# Jan Dąbski

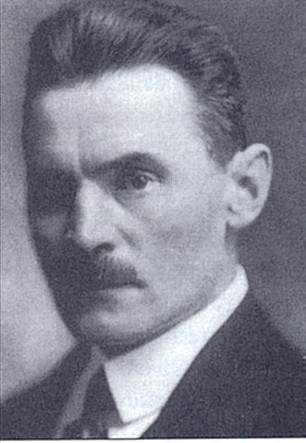
Jan Dąbski

Jan Dąbski (* 10. April 1880 in Kukizowo bei Lwów; † 5. Juni 1931 in Warschau) war ein polnischer Journalist und Politiker.
Dąbski war vom 20. September bis 12. Oktober 1920 Verhandlungsführer der polnischen Seite bei den Friedensverhandlungen zum Polnisch-Sowjetischen Krieg. Vom 24. Mai 1921 bis zum 11. Juni 1921 war er polnischer Außenminister.